# 違いを除いて
数学の文脈における「—（の違い）を除いて…」 (のちがいをのぞいて、… "up to" —) という語句は、「— に関する差異を無視する」ことを意味する専門用語である。この言い回しの意味するところは、「適当な目的のもとでは、あるひとつの同値類に属する元全体を、何か単一の実体を表すものとみなせる」ということである。"—" の部分には、何らかの性質や、同じ同値類に属する元(つまり一方は他方に同値となるような元)の間の変換の過程を記述する内容が入る。
たとえば不定積分を計算するとき、その結果は「定数項の違いを除いて」 f (x) であるというように言うことができる。その意味は、f (x) 以外に不定積分 g(x) があったとしても g(x) = f (x) + C (C は定数)と書くことができ、その後の論理展開において f のかわりに g を用いても影響がないことを示唆している。また例えば群論で、群 G が集合 X に作用するとき、X のふたつの元が同じ軌道に属するならば、それらは「群作用の違いを除いて」同値であると言い表すことができる。
注: 少し砕けた言い方ということにはなるが、同じ目的で「— で割って」「— を法として」(modulo —, mod —) と言い回すこともよく行われる。以下に挙げる例であれば、「位数 4 の群は同型で割れば（mod 同型で）2種類である」とか、「クイーンの名前を法として92個の解がある」といった具合である。この言い回しは合同算術における「7 と 11 とは 4 を法として(あるいは 4 で割った余りが)等しい」というような構文の流用である（もちろん、聞き手がこういった略式の数学用語に慣れていることが前提）。

## 例

### 卑近な例
テトリス簡単な例としては、「回転の違いを除けば全部で 7種類の反射型テトロミノが存在する」という文がある。これはテトロミノ (隣接する正方形同士が必ずひとつの辺を共有するように 単位正方形を4つ並べてできる図形、いわゆるテトリスのピース) の配置に七つの可能性 (box, I, L, J, T, S, Z) があることを表している。更に「回転と鏡映の違いを除いて、テトロミノは5種類である」ということもできる。これは七種類のテトロミノのうち、L 字の形のものと J 字の形のもの、また S 字のものと Z 字のものは、それぞれ鏡映対称であることを考慮した結果である。ゲームのテトリスでは反転(鏡映)操作は許されていないので、最初にあげた 7種類のテトロミノを考えるほうが自然である。
なお、回転などの操作を行わずにすべて数えつくす場合も考えると、（正式な言い方というものはないが）「反射型テトロミノは回転を除いて7種類（総計で19種類）である」というような言い方がされることがよくある。この場合、単純に考えれば7種のピース掛ける4種類の回転で28種類となりそうなものだが、ピースの中には回転しても異なる状態が4種類よりも少ないものがある（たとえばboxなどは明らかに回転不変である）ので実際にはそうはなっていない（テトリスはこの問題を考えるにあたって素晴らしいツールとなる）。
エイトクイーン
エイトクイーンパズルでは、8つのクイーンが（名前をつけるなどして）それぞれ別のものと考えることができるならば 3 709 440 個の異なる解がある。しかし通常は8つのクイーンはすべて同じものと考えるので「クイーンを入れ替える違いを除いて、独立な解は 92 (= 3 709 440/8!) 個である」ということができる。ここでは異なる配置が、チェス盤の向きはそのまま動かさず、クイーン全体としての配置も変わらずにクイーン同士で入れ替えを行ったものになっているとき、それらの配置が同値であるものとすることになっている。
クイーンを同一視することに加えて、チェス盤の回転と反転をも許すことにすれば、一方が他方の対称変換になっている配置は同値であると考えて「対称変換の違いを除けば解は12個しかない」ということができる。

### より数学的な例
小位数の群の分類群論における文脈で「同型の違いを除いて位数 4 の群は二種類である」と述べることがある。その意味は、群が互いに同型であるときにそれらが同値である、と考えたときの同値類（つまり同型類）が2つあるということである。
圏論と普遍性
圏論では対象の関係性が問題にされ、一般には二つの対象が同一であることを示すことは必ずしも必要でないし、望めないことも多い(本当に同一であることを課す厳密圏という概念もある)。よって、積や始対象のように圏論で重要な概念は、それが二つ存在すればそれらは同型、言い換えると「同型を除いて一意に存在する」と表現できることが多い。
幾何学的対象
位相幾何学では、ある幾何的対象が複数の表示や定式化を持つ(結び目はその顕著な例)ことが多い。幾何的な操作(たとえば球面へのハンドルの追加)が対象の表示や操作を施す位置に依存していてもその結果は全て位相同型になることがある。このようなとき、問題の幾何的な操作は「同相の違いを除いて」一意に定まるという。